# Pseudohydrosme ebo
Espèce
Statut de conservation UICN

CRB1+2ab (iii) : 
En danger critique
Pseudohydrosme ebo est une espèce de plantes monocotylédones de la famille des Araceae, sous-famille des Aroideae, originaire du Cameroun. Elle est considérée comme étant en danger critique d'extinction.
Cette espèce nouvellement décrite a été découverte récemment dans la forêt d'Ebo au Cameroun (premiers spécimens collectés en 2015) et décrite en 2021 dans le cadre d'une révision du genre Pseudohydrosme jusqu'alors considéré comme endémique du Gabon.
L'épithète spécifique, « ebo », fait référence à la forêt d'Ebo, dans la région du Littoral du Cameroun, préfecture de Yabassi-Yingui, à laquelle l'aire de répartition de cette espèce spectaculaire paraît restreinte.